# Darkest of Days
Darkest of Days est un jeu vidéo de tir à la première personne développé par 8monkey Labs, édité par Phantom EFX et sorti en 2009 sur PC et Xbox 360. Le 20 décembre 2010, le jeu sort également sur Mac OS X.